# Umar
‘Umar, pronunțat și Omar, (în arabă : عمر بن الخطاب, transliterare : ‘Umar ibn Al- Ḫattāb, ‘Umar fiul lui Al- Ḫattāb , 585- 644) a fost unul dintre cei mai puternici și influenți califi musulmani din istorie și s-a numărat printre companionii profetului islamic Muhammad, fiind și socrul acestuia. L-a succedat pe Abu Bakr (632- 634), în calitatea de calif, fiind al doilea dintre cei patru Califi Bine-Călăuziți sau Ortodocși (arabă : الخلفاء الراشدون ) în august 634. Este cunoscut pentru natura sa dreaptă și pioasă, fiind un om foarte influent și jurist foarte iscusit, calități care i-au adus titlul de Al- Farūq, (cel care distinge între bine și rău). Uneori este menționat ca ‘Umar I de către istoricii din islam, întrucât mai târziu, un alt calif, umayyad, ‘Umar  II, a purtat același nume.
Sub conducerea sa, califatul Bine-Călăuzit s-a extins într-un ritm fără precedent, stăpânind întregul Imperiu Sasanid și mai mult de două treimi din Imperiul Bizantin. A întreprins campanii militare în urma cărora a cucerit Egiptul, Siria și Persia (Iranul de azi). Atacurile sale împotriva Imperiului Persan Sasanid au dus la cucerire Persiei în mai puțin de doi ani. În anul 638 ‘Umar a cucerit Ierusalimul și a anulat  interdicția pusă de creștini permițând evreilor accesul liber la locurile sfinte în Ierusalim. 
Mormântul său se află în moscheeaProfetului din Medina.

## Date biografice
‘Umar s-a născut în Mecca în clanul Banū ‘Adī  care răspundea de medierea între triburi. Tatăl sau a fost Ḫattab ibn Nufayl și mama sa se numea Hantama bint Hišām și era din tribul Banū Maḫzūm. Se spune că ‘Umar ar fi aparținut unei familii de clasă mijlocie. În copilărie obișnuia să aibă grijă de cămilele tatălui său în zonele de lângă Mecca. Tatăl sau era cunoscut pentru inteligența sa în cadrul tribului, era un negustor de înaltă clasă, dar se credea că era nemilos și de multe ori se purta rău cu ‘Umar, potrivit chiar spuselor sale din timpul domniei:
„ Tatăl meu Al- Ḫattāb era un om neînduplecat. Obișnuia să mă facă să muncesc din greu; dacă nu lucram, mă bătea și mă punea la muncă până la epuizare.”
În ciuda faptului că alfabetizarea era mai puțin frecventă în epoca preislamică, ‘Umar a învățat în copilărie să scrie și să citească. Deși nu a fost poet, a dezvoltat o pasiune pentru poezie și literatură, iar potrivit tradiției tribului Qurayš, încă din adolescență a studiat artele marțiale, călăritul și lupta corp la corp. Era înalt, avea un fizic puternic și curând a devenit și un luptător renumit. Era de asemenea un orator talentat și datorită inteligenței sale și a personalității copleșitoare, a reușit să îl urmeze pe tatăl său ca mediator al conflictelor dintre triburi.
De asemenea, ‘Umar a urmat profesia tradițională a tribului Qurayš, a devenit negustor și a întreprins călătorii către Roma și Persia, unde se spune că a întâlnit o serie de oameni învățați și a analizat îndeaproape societățile romană și persană. Însă se crede că nu a avut succes în profesia de negustor.

## Era lui Muḥammad

### Ostilitatea inițială față de islam
În 610 Muḥammad a început să propovăduiască mesajul islamului. ‘Umar, alături de alți oameni din Mecca, se opunea islamului și amenința că îl va ucide pe Muḥammad. Decisese să își apere religia tradițională politeistă, era cel mai de neclintit în a-l ucide pe Muḥammad și foarte proeminent în persecutarea musulmanilor. ‘Umar a fost primul care a decis că Muḥammad trebuie să fie ucis pentru ca islamul să ia sfârșit. El credea cu tărie în unitatea tribului Qurayš și vedea în noua credință a islamului ca un posibil motiv de disensiuni și discordii în trib.
Din cauza persecuțiilor ordonate de tribul Qurayš, Muḥammad le-a ordonat adepților săi să migreze spre Abisinia. După ce un mic grup de musulmani migraseră, ‘Umar s-a simțit îngrijorat pentru viitorul unității tribului său și decise să îl asasineze pe Muḥammad.

## Convertirea la islam
‘Umar s-a convertit la islam în 616, la vârsta de 27 de ani, la un an de la migrarea spre Abisinia, povestea fiind relatată în Sīratu Rasūli-llah  a lui Ibn Isḥāq. În drumul său spre uciderea profetului, ‘Umar s-a întâlnit cu cel mai bun prieten al său care devenise musulman în secret, fără să-i spună acestuia. Când ‘Umar i-a spus că era pornit să il ucidă pe Muḥammad, prietenul său a încercat să îl oprească și, ca să îi distragă atenția de la această faptă, îi spuse să cerceteze întâi în sânul familiei sale, întrucât sora sa și soțul ei se convertiseă și ei în secret. ‘Umar se îndreptă spre casa surorii sale și o găsi pe aceasta și pe soțul ei recitând versete din Qur’ān. A început o ceartă între ‘Umar și cumnatul său, în care a intervenit și sora sa pentru a-i lua apărarea soțului său, spunând că poate să îi omoare dar ei tot nu vor renunța la islam. ‘Umar s-a enervat și i-a dat o palma peste față atât de tare încât aceasta a căzut pe jos și buza începuse să-i sângereze. Când a văzut ce a făcut, ‘Umar s-a calmat și i-a cerut să-i arate paginile scrise de pe care citeau și pe care le ascunseseră. Sora sa îi spuse că nu poate citi paginile sfinte pentru că este impur și trebuie să se spele, ‘Umar în final a acceptat să se spele și după ce a citit versetele, a început să lăcrimeze și a declarat că acelea erau cu adevărat cuvintele lui Dumnezeu și a mărturisit că Muḥammad era Mesagerul lui Dumnezeu. Apoi a mers direct la Muḥammad și a acceptat convertirea la islam, în fața companionilor profetului. După convertire, ‘Umar a mers la conducătorul tribului Qurayš, ‘Amr ibn Hišām, să îl informeze despre trecerea sa la islam și, potrivit unor spuse, s-a rugat în public la sanctuarul de la Ka’ba, în timp ce conducătorii tribului îl urmăreau cu mânie. Acest fapt i-a ajutat pe musulmani să practice rugăciunea în mod liber, iar  ‘Umar ajunsese chiar să îi provoace pe toți cei care îndrăzneau să îi oprească pe aceștia de la rugăciune, deși nimeni nu cuteza să îl tulbure pe ‘Umar când acesta se ruga. Convertirea lui ‘Umar la islam le-a oferit putere  musulmanilor și credinței lor în islam la Mecca.

## Migrația spre Medina
În 622, datorită creșterii popularității islamului în orașul Yaṯrib (denumit mai târziu   Madīnatu-n-nabī – Orașul profetului  sau Medina), Muḥammad le-a ordonat adepților săi să migreze către Medina. De obicei musulmanii migrau noaptea, de teamă să nu întâmpine rezistența tribului Qurayš, dar se spune că ‘Umar ar fi plecat pe timpul zilei declarând că 
„oricine vrea să facă din soția sa o văduvă și din copiii săi niște orfani, să vină să mă întâmpine acolo în spatele dealului.”
 El a migrat către Medina însoțit de vărul și cumnatul său, Sa῾īd ibn Zayd.
 

## Viața în Medina
Medina a devenit nou centru al islamului iar religia s-a răspândit cu repeziciune. Musulmanii au trăit în pace în Medina aproximativ un an, înainte ca tribul Qurayš să ridice armata împotriva lor. În 624, ‘Umar a participat la prima bătălie dintre tribul Qurayš de la Mecca și musulmani, bătălia de la Badr. Au urmat alte bătălii, precum cea de la ’Uḥud. În 630 a făcut parte din armatele musulmane care se pregăteau să cucerească Mecca iar în 631 a luat parte și la pelerinajul de adio al lui Muḥammad.

## Moartea lui Muḥammad
Muḥammad a murit pe 8 iunie 632. ‘Umar, discipolul său devotat, nu a putut accepta realitatea că Mesagerul lui Dumnezeu murise. Se spune că ‘Umar promisese că va zdrobi capul oricui ar încerca să spună că Muḥammad a murit. În acel moment, se spune că Abu Bakr a ieșit în fața mulțimii și a ținut celebrul discurs care includea și:
„Cine l-a slăvit pe  Muḥammad, să știe că Muḥammad a murit, iar cine l-a slăvit pe Dumnezeu, să știe că Dumnezeu este viu și nu moare niciodată.”
Auzind acestea de la Abu Bakr, discipolul cel mai de seamă al lui Muḥammad, ‘Umar a căzut în genunchi cu mare durere și a acceptat realitatea. Musulmanii sunniți consideră că această negare a morții lui Muḥammad a fost prilejuită de dragostea lui profundă față de profet.

## Fondarea Califatului
Geniul politic al lui ‘Umar s-a manifestat în primul rând ca arhitect al califatului după moartea lui Muḥammad.  Locuitorii orașului Medina ( Anṣār) au refuzat la început conducerea Emigranților (Muḫāğir), însă ‘Umar era ferm convins că aceștia din urmă ar trebui să preia controlul califatului. După negocieri tensionate care au durat o zi sau două, ‘Umar a reușit să stingă disensiunile iar Abu Bakr avea să fie primul calif.
În timpul domniei lui Abu Bakr, ‘Umar i-a servit ca secretar-șef, consilier și strategist în campaniile militare. Din cauza situației delicate a politicii din zonă, ‘Umar s-a opus inițial operațiunilor militare împotriva triburilor rebele, sperând să câștige suportul lor în cazul unei invazii romane sau persane, însă mai târziu a căzut de acord cu strtegia lui Abu Bakr de a înfrânge rebelii cu forța.  De asemenea, ‘Umar l-a sfătuit pe Abu Bakr să adune versetele din Qur’ān sub forma unei cărți, întrucât mulți recitatori muriseră în bătălii.
Abu Bakr l-a numit pe ‘Umar ca succesor al său înainte de moartea califului, în 634.

## Domnia în calitate de calif
Din cauza firii sale stricte și dictatoriale, ‘Umar nu era o figură foarte populară printre personalitățile notabile din Medina, în consecință venirea lui la succesiunea tronului a fost inițial descurajată de către companionii de rang înalt ai lui Abu Bakr. Cu toate acestea, Abu Bakr a decis să îl aleagă pe ‘Umar ca succesor al său. ‘Umar încă era vestit pentru extraordinara sa voință,  inteligență, viclenie politică, imparțialitate, justiție și grijă pentru cei săraci și defavorizați iar Abu Bakr era pe deplin conștient de puterea și abilitățile lui ‘Umar pentru a-i succeda la conducere. Înainte de moartea sa, Abu Bakr l-a chemat pe ῾Uṯmān să îi scrie testamentul, în care l-a declarat pe ‘Umar succesorul său și în care îl instructa pe acesta să continue cuceririle Iraqului și ale fronturilor siriene. Această decizie a lui Abu Bakr s-a dovedit a fi esențială pentru consolidarea imperiului islamic în formare.

## Administrație civilă și politică
Guvernul lui ‘Umar era un guvern mai mult sau mai puțin unitar, în care autoritatea politică suverană era califul. Imperiul său a fost împărțit în provincii și câteva teritorii autonome, ca în unele regiuni din Azerbaidjan și Armenia care acceptaseră suzeranitatea califului. Provinciile erau administrate de guvernatori sau walī iar selecția acestor era făcută personal de către ‘Umar, care era foarte pretențios în alegerea lor. Provinciile erau mai apoi împărțite în districte, fiecare fiind condus de un guvernator junior, de obicei numit de ‘Umar sau de guvernatorul provinciei, iar alți funcționari la nivel de provincie mai erau urmatorii:
- Kātib, sau secretarul-șef
- Kātibu-d-Dīwān sau secretarul militar
- Ṣāḥibu-l- Ḫarağ, sau colectorul de venituri
- Ṣāḥibu-l- Aḥdāṯ sau șeful poliției
- Ṣāḥibu Baiti-l Māl sau ofițerul trezoreriei
- Qāḋī, sau judecătorul- șef.

Fiecare numire în funcție era făcută în scris. La momentul numirii,un  instrument de instrucțiuni era emis cu scopul de a reglementa conducerea guvernatorilor iar guvernatorul era obligat să aduce oamenii în moschee și să citească instrumentul în fața lor.
Diverse alte coduri de conduită trebuiau să fie respectate de guverntori și oficialii de stat. Principalii oficiali trebuiau să întreprindă călătorii la Mecca cu ocazia pelerinajului ( ḥağğ), în perioada căruia oamenii erau liberi să prezinte orice plângere la adresa lor. Pentru a minimiza șansele de a exista corupția, ‘Umar plătea salarii mari personalului, astfel că guvernatorul provinciei putea primi până la 7000 de dirhami pe an, pe lângă sporurile de război. Sub conducerea lui ‘Umar, imperiul era divizat în următoarele provincii:
- Mecca și Medina
- Iraq era divizat în Kuffa și Basra
- Provincia Jazīra între cursurile superioare ale Tigrului și Eufratului
- Siria
- Palestina divizată în Aylya și Ramla
- Egipt divizat în Egiptul de Sus și Egiptul de Jos
- Persia divizată în Ḫorasān, Azerbaidjan și Pārsā.

‘Umar a fost un pionier și în alte domenii:
- A fost primul care a introdus sistemul public ministerial, unde se păstrau și evidențele funcționarilor și soldaților. De asemenea a ținut și evidența mesajelor trimise către guvernatori și conducătorii altor state.
- Primul care a numit forțe de poliție pentru a menține ordinea civilă.
- Primul care disciplina poporul când acesta intra în dezordine.

## Asasinarea
În 644, la zenitul ascensiunii sale, ‘Umar a fost asasinat. Asasinarea a fost întreprinsă de către persani, ca răspuns la cucerirea musulmană a Persiei și fusese plănuită cu 6 luni înainte. În octombrie 644, ‘Umar a plecat în pelerinaj la Mecca, în timpul căruia asasinii au proclamat moartea acestuia în cursul aceluiași an. Se spune că ‘Umar, când se afla pe Muntele Arafat a auzit o voce care i-a spus că nu avea să mai meargă a doua oară pe acel munte. A fost Pirouz Nahavandi care a fost însărcinat cu  asasinarea lui ῾Umar, acesta fiind înjunghiat în timpul rugăciunii. Este înmormântat la moscheea An-Nabawī (Moscheea Profetului), alături de Abu Bakr.

## Consecințe
Pe patul de moarte, ‘Umar a numit un comitet de șase persoane, a căror responsabilitate era să aleagă un calif dintre ei. De asemenea, a cerut ca un grup de 50 de soldați înarmați să protejeze casa unde avea loc întâlnirea acestora. Apoi pe 7 noiembrie 644 ‘Umar a murit, fiind urmat de ῾Uṯmān la conducerea califatului. ‘Umar este considerat ca fiind una dintre cele mai influente figuri din istoria islamică. El a fost în adevăratul sens al cuvântului arhitectul imperiului islamic. Ca suveran, era cunoscut pentru stilul său de viață simplu și auster. Decât să adopte fastul, a preferat să trăiască la fel ca pe vremea când musulmanii erau săraci și persecutați.

## Trăsături ale fizionomiei
Este relatat că ‘Umar fusese binecuvântat cu un fizic puternic, putea călători pe jos kilometri întregi și se pare că ar fi atins perfecțiunea în arta luptelor corp la corp. Din primele relatări reiese că ar fi fost viguros, robust și foarte înalt, încât capul și privirea erau mereu deasupra oamenilor în piețe și locuri publice. Partea din față a capului era lipsită de păr, ochii negri, pielea gălbuie, dinții de un alb strălucitor și obișnuia să-și vopsească barba și să își îngrijească părul folosind un anumit soi de plantă. Era ambidextru, putea să-și folosească ambele mâini la fel de bine.

## Moștenirea religioasă

### Opinia sunnită
Sunniții îl amintesc pe ‘Umar ca fiind un musulman rigid, cu o dispoziție de fier și justă în ceea ce privea religia lui Dumnezeu, un om pe care îl intitulează Al- Farūq, cel de-al doilea calif bine-călăuzit. Își peticea hainele, căra găleți pe ambii umeri, călărea măgarul fără șa, râdea foarte rar și nu glumea aproape niciodată.  Nu căuta să își îmbogățească familia, ci căuta să promoveze interesele comunității, umma. Sentimentul general sunnit pentru ‘Umar  este rezumat de către unul din companionii profetului, ῾Abd Allah ibn Mas῾ūd:
„ Intrarea lui ‘Umar în Islam a fost o cucerire, migrarea sa o victorie, domnia sa o binecuvântare; Am văzut când eram în imposibilitatea de a ne ruga la Ka῾ba până să intervină ‘Umar, iar când a acceptat islamul, s-a luptat cu ei (păgânii) până când au plecat și ne-au lăsat să ne rugăm.”
‘Umar a făcut pelerinajul la Mecca de nouă ori. Muḥammad avea cea mai înaltă considerație față de acesta, spunând că dacă Dumnezeu ar fi vrut să mai dea un profet lumii, alegerea sa ar fi căzut asupra lui ‘Umar.

### Opinia și῾ită
‘Umar este văzut în negativ în literatura și῾ită duodecimană și foarte des este considerat ca fiind un trădător al lui Muḥammad, un uzurpator al drepturilor lui ῾Alī și de către unii, chiar un criminal. Potrivit majorității scrierilor și῾ite duodecimane, soția lui ῾Alī, Fāṭima, ar fi fost chiar agresată fizic de ‘Umar, unii crezând chiar că acesta ar fi ucis-o.
Zaidiții, cea mai veche ramură a și῾ismului și în prezent a doua mare grupare și῾ită, nu sunt de acord cu opiniile și῾iților duodecimani, aceștia recunoscându-i pe Abu Bakr și ‘Umar ca fiind califi legitimi.

## Familia
‘Umar a avut pe parcursul vieții 9 soții care i-au dăruit 14 copii, 10 băieți și 4 fete.
Fiii săi sunt după cum urmează:
- ῾Abdullah ibn ῾Umar
- ῾Abdurraḥmān ibn ῾Umar (cel mai mare)
- ῾Abdurraḥmān ibn ῾Umar
- ῾Ubaidullah ibn ῾Umar
- Zayd ibn ῾Umar
- Asim ibn ῾Umar
- Iyād ibn ῾Umar
- Zayd ibn ῾Umar ( cunoscut ca  Ibnul  Ḫalīfatayn, fiul celor doi califi, ῾Umar și ῾Alī )
- ῾Abdurraḥmān ibn ῾Umar (cel mai tânăr)
- Zubayr ibn Bakkar ( a cărui mamă nu este cunoscută)

Fiicele sunt :
- Ḥafṣa bint ῾Umar
- Fāṭima bint ῾Umar
- Ruqayya bint ῾Umar
- Zaynab bint ῾Umar